# La hija del engaño
La hija del engaño is een Mexicaanse dramafilm uit 1951 onder regie van Luis Buñuel.

## Verhaal
Een vader denkt dat zijn pasgeboren dochter niet van hem is. Hij legt haar daarom te vondeling bij een plaatselijke dronkaard. Jaren later gaat hij naar haar op zoek. Hij komt erachter dat ze intussen getrouwd en zwanger is.

## Rolverdeling
| Acteur                | Personage      |
| --------------------- | -------------- |
| Fernando Soler        | Quintín Guzmán |
| Alicia Caro           | Martha         |
| Fernando Soto         | Angelito       |
| Rubén Rojo            | Paco           |
| Nacho Contla          | Jonrón         |
| Amparo Garrido        | Jovita         |
| Lily Aclemar          | María          |
| Álvaro Matute         | Julio          |
| Roberto Meyer         | Lencho García  |
| Conchita Gentil Arcos | Toña García    |